# 羅斯蘭 (印第安納州)
羅斯蘭（英語：Roseland）是一個位於美國印地安納州聖約瑟夫縣的城鎮。

## 人口
根據2010年美國人口普查的數據，羅斯蘭的面積為1.00平方千米，當中陸地面積為1.00平方千米，而水域面積為0.00平方千米。當地共有人口630人，而人口密度為每平方千米630人。